# メーベルの結婚生活
『メーベルの結婚生活』（メーベルのけっこんせいかつ、Mabel's Married Life）は、1914年公開の短編サイレント映画。キーストン社による製作で、主演・監督はチャールズ・チャップリン。1971年に映画研究家ウノ・アスプランドが制定したチャップリンのフィルモグラフィーの整理システムに基づけば、チャップリンの映画出演19作目にあたる。

## あらすじ
公園でたたずむチャーリーとメーベル。しかし、チャーリーは何となくぐうたらしているし、貧相であった。しかも、チャーリーを「弱虫」と馬鹿にしてメーベルを狙っている女たらしのウェリントン（マック・スウェイン）が、しつこくつきまとっていた。メーベルは不甲斐ないチャーリーを何とかしようと、チャーリーを鍛えるべく人型のサンドバッグを購入し、これで鍛えてもらってウェリントンを追い払ってもらおうと考えた。しかし、当のチャーリーは酔ってバーから帰宅すると、サンドバッグをウェリントンと勘違いして格闘を始めるのであった。

## 概要
チャップリンの伝記を著した映画史家のデイヴィッド・ロビンソンはこの作品について、『とんだ災難』と似ているが、この作品の方がストーリー全体にわたって余裕が感じられ、これは同時にチャップリンが修得した映画技術のレベル向上を裏付けるものと評している。

## キャスト
- チャールズ・チャップリン - メーベルの夫
- メーベル・ノーマンド - メーベル
- マック・スウェイン - 女たらしウェリントン
- エヴァ・ネルソン[注 2] - ウェリントンの妻
- ハンク・マン - 友人
- チャールズ・マレイ（英語版） - バーの男
- ハリー・マッコイ（英語版） - バーの男
- ウォレス・マクドナルド（英語版） - 配達夫
- アル・セント・ジョン（英語版） - 配達夫

ほか